# Barbara Rose
Pour les articles homonymes, voir Rose.
Ne doit pas être confondu avec Barbara (rose).
Barbara Ellen Rose (11 juin 1936 - 25 décembre 2020) est une historienne de l'art américaine, critique d'art, conservatrice et universitaire. Elle s'intéresse particulièrement à la peinture américaine, en particulier le minimalisme et l'expressionnisme abstrait, ainsi qu'à l'art espagnol. Elle publie en 1965 « ABC Art » dans lequel elle définit et décrit la base historique de l'art minimaliste. Elle publie également American Art Since 1900: A Critical History.

## Biographie
Barbara Ellen Rose naît à Washington, fille de Lillian Rose (née Sand) et Ben Rose,.  
Rose passe une année à Smith College, puis poursuit ses études au Barnard College, dont elle est diplômée en 1957. Elle réalise un master à l'université Columbia,, où elle suit les cours de Meyer Schapiro, Julius S. Held et Rudolf Wittkower. Elle obtient un doctorat sur travaux en histoire de l'art à Columbia en 1984.
En 1961, elle obtient une bourse Fulbright et fait un séjour d'études à Pampelune,. Elle fréquente durant les années 1960 et 1970 des artistes new-yorkais, Michael Chapman, Carl Andre et Frank Stella, avec qui elle est mariée de 1961 à 1969,.
En octobre 1965, Rose publie l'essai « ABC Art » dans Art in America, dans lequel elle décrit les caractéristiques fondamentales de ce qui est plus tard connu sous le nom de minimalisme.
De 1971 à 1977, Barbara Rose est critique d'art pour le magazine New York. Elle a été rédactrice en chef du Journal of Art (à partir de 1988).
Elle est conservatrice au musée des Beaux-Arts de Houston, de 1981 à 1985. Elle organise dans ce cadre en 1982 les expositions Miró in America et Fernand Léger and the Modern Spirit: An Avant-Garde Alternative to Non-Objective Art, toutes deux en 1982. En 1983, elle organise une rétrospective Lee Krasner, qui est ensuite exposée au Museum of Modern Art de New York,. Elle est l'auteure de plusieurs monographies sur des artistes, notamment Helen Frankenthaler (1971), Nancy Graves, Beverly Pepper et Niki de Saint Phalle,.
Rose enseigne l'histoire de l'art au Sarah Lawrence College (à partir de 1967) et est chargée de cours à l'université Yale (à partir de 1970) et au Hunter College (1987). Elle a également enseigné à l'université de Californie à Irvine et à l'université de Californie à San Diego, où elle est professeure invitée (Regents' Professor),.
Elle est l'auteure d'un documentaire sur le sculpteur Mark di Suvero, North Star: Mark di Suvero, en 1977,.
Rose meurt des suites d'un cancer du sein le 25 décembre 2020, à Concord, New Hampshire,,. Elle laisse un livre non publié, The Girl Who Loved Artists.

## Publications
- Barbara Rose, Le Monochrome de Malevitch à aujourd'hui, Éditions du regard, 2004.